# Król Słońca
Król Słońca (duń. Solkongen) – duńska komedia romantyczna z 2005 roku w reżyserii Tomasa Villuma Jensena.

## Fabuła
Tommy (Nikolaj Lie Kaas) ma trzydzieści lat, ale ciągle mieszka z rodzicami i nie potrafi ułożyć sobie życia. Jego problemem jest strach przed kontaktem z kobietami. Tych nie da się jednak na dłuższą metę unikać, nawet wówczas, gdy Tommy podejmuje pracę w firmie elektrycznej, zatrudniającej wyłącznie mężczyzn. W ramach jednego z pierwszych zleceń trafia do solarium. Salon stanowi część prawdziwego imperium opalania. Właścicielką sieci jest świeżo owdowiała Susse (Birthe Neumann), piękna kobieta, która robi na Tommym duże wrażenie. Susse jest od niego o dobre 20 lat starsza i o niebo bogatsza. Wbrew podejrzeniom otoczenia, bohater nie zakochuje się jednak w milionach królowej solariów, tylko w niej. Jego uczucia są jak najbardziej szczere.

## Obsada
- Nikolaj Lie Kaas – Tommy
- Birthe Neumann – Susse
- Thomas Bo Larsen
- Niels Olsenv
- Peter Gantzler